# Distretto di Halkapınar
Il distretto di Halkapınar (in turco Halkapınar ilçesi) è uno dei distretti della provincia di Konya, in Turchia.